# Dorothee Dzwonnek
Dorothee Dzwonnek (* 12. September 1957 in Gelsenkirchen) war vom 1. September 2007 bis zum 12. November 2018 Generalsekretärin der Deutschen Forschungsgemeinschaft (DFG).

## Ausbildung und Beruf
Nach dem Abitur 1976 in Essen studierte sie Rechtswissenschaften an der Ruhr-Universität Bochum. Das Studium schloss sie 1986 mit der Zweiten Staatsprüfung ab. Von 1986 bis 1987 war sie Wissenschaftliche Mitarbeiterin am Lehrstuhl für Deutsche Rechtsgeschichte und Zivilrecht bei Paul Mikat an der Ruhr-Universität Bochum. Ab November 1987 war sie im Ministerium für Wissenschaft und Forschung des Landes Nordrhein-Westfalen beschäftigt, zuletzt als Referatsleiterin. Von April 1996 bis Oktober 2000 war sie Kanzlerin der Universität Dortmund. Es folgte eine Tätigkeit als Abteilungsleiterin im Ministerium für Schule, Wissenschaft und Forschung des Landes Nordrhein-Westfalen (November 2000 bis September 2002). Seit 1. Oktober 2002 war Dorothee Dzwonnek stellvertretende Vorstandsvorsitzende des Forschungszentrums Jülich.

## Ämter
Am 18. Mai 2006 wurde Dorothee Dzwonnek zur Staatssekretärin im Ministerium für Wissenschaft, Weiterbildung, Forschung und Kultur in Rheinland-Pfalz berufen. Das Ministerium wurde später mit dem Ministerium für Bildung, Frauen und Jugend zusammengelegt und firmierte als Ministerium für Bildung, Wissenschaft, Jugend und Kultur.
Seit September 2007 war sie Generalsekretärin der Deutschen Forschungsgemeinschaft (DFG). Im November 2018 hat Dorothee Dzwonnek ihr Ausscheiden aus den Diensten als Generalsekretärin zum 12. November 2018 erklärt. 2019 war sie vom Aufsichtsrat als Kaufmännische Direktorin Mitglied des Vorstands des Universitätsklinikums Bonn gewählt worden, trat diese Stelle aber nicht an.
Im Juni 2017 bestellte das Land Rheinland-Pfalz sie zur Honorarprofessorin an der Deutschen Universität für Verwaltungswissenschaften Speyer.
Sie ist Mitglied des Hochschulrats der Rheinische Friedrich-Wilhelms-Universität Bonn, des Universitätsrats der Julius-Maximilians-Universität Würzburg, der Zentralen Tenure Kommission der Universität Potsdam, des Internationalen Beirats des Forschungscampus Mittelhessen, Mitglied des Landeshochschulrats Brandenburg und des Kuratoriums der Alanus Hochschule für Kunst und Gesellschaft.
Sie ist Vorsitzende des Internationaler Demokratiepreis Bonn.

## Ehrungen
- 2004: Chevalier de l‘Ordre national du Mérite
- 2016: Bundesverdienstkreuz am Bande
- 2022: Trägerin der Gustav-Magnus-Medaille der Deutschen Physikalischen Gesellschaft[7]